# دارين نوريس
دارين نوريس (بالإنجليزية: Daran Norris)‏ هو ممثل أمريكي، ولد في 1 نوفمبر 1964 في الولايات المتحدة.

## أعمال

### أفلام
- (2000) ديناصور[5][6][7]
- (2001) في غرفة النوم
- (2003) القط في القبعة[8]
- (2004)  الشرطة العالمية[9]
- (2014) فيرونيكا مارس

### مسلسلات
- أميريكان داد!
- ربات بيوت يائسات
- ساموراي جاك
- سلاحف النينجا
- فارس وفادي[10]
- فيرونيكا مارس

## وصلات خارجية
- دارين نوريس على موقع IMDb (الإنجليزية)
- دارين نوريس على موقع ألو سيني (الفرنسية)
- دارين نوريس على موقع أول موفي (الإنجليزية)
- دارين نوريس على موقع قاعدة بيانات الفيلم (الإنجليزية)
- دارين نوريس على موقع كينوبويسك (الروسية)
- دارين نوريس على موقع ANN person (الإنجليزية)